# Irish coffee
Irish coffee är en varm, alkoholhaltig kaffedrink som består av irländsk whiskey, socker, varmt kaffe och vispgrädde. I vissa recept menas att sockret måste vara farinsocker. Irish coffee uppges specialkomponerat på 1940-talet (ev 1943) av köksmästaren Joseph Sheridan på restaurangen Foynes på Foynes Port i County Limerick, en flygplats som föregår Shannons flygplats på Irland för att värma upp frusna flygpassagerare, som anlänt med amerikaflyget. Namnet påstås komma sig av att Sheridan, på frågan om det som serverades var brasilianskt kaffe, svarat "No, it's Irish coffee" ("Nej, det är irländskt kaffe").